# Hotel Torrequebrada
El Hotel Torrequebrada, oficialmente Hotel Estival Torrequebrada, es un hotel situado en Benalmádena (Málaga) en la Costa del Sol. Es uno de los hoteles más famosos e importantes de toda la Costa del Sol y durante años fue sinónimo de lujo y esplendor. Fue inaugurado en 1988 y hasta hace pocos años era el único hotel de cinco estrellas que había en Benalmádena. El hotel lleva el nombre de la cercana Torre Quebrada, que da también nombre a las urbanizaciones cercanas y a toda la zona. 

## Historia
El hotel Torrequebrada tiene sus orígenes en el casino homónimo abierto en los años 1970 por el grupo Ferrovial. El casino de Torrequebrada fue durante años el casino más importante de la Costa del Sol, de Málaga y de toda Andalucía. El hotel abrió finalmente sus puertas en el año 1988 como hotel de cinco estrellas y referente en el turismo de lujo y de alto poder adquisitivo que llegaba a la provincia debido a la creciente fama internacional de Marbella. El grupo Ferrovial intentó vender el hotel en varias ocasiones pero no fue hasta 1996 cuando fue adquirido por Marbella Club Hoteles, que gestionaba varios hoteles de lujo como el "Puente Romano" y el "Marbella Club".

## Instalaciones

### Casino Torrequebrada

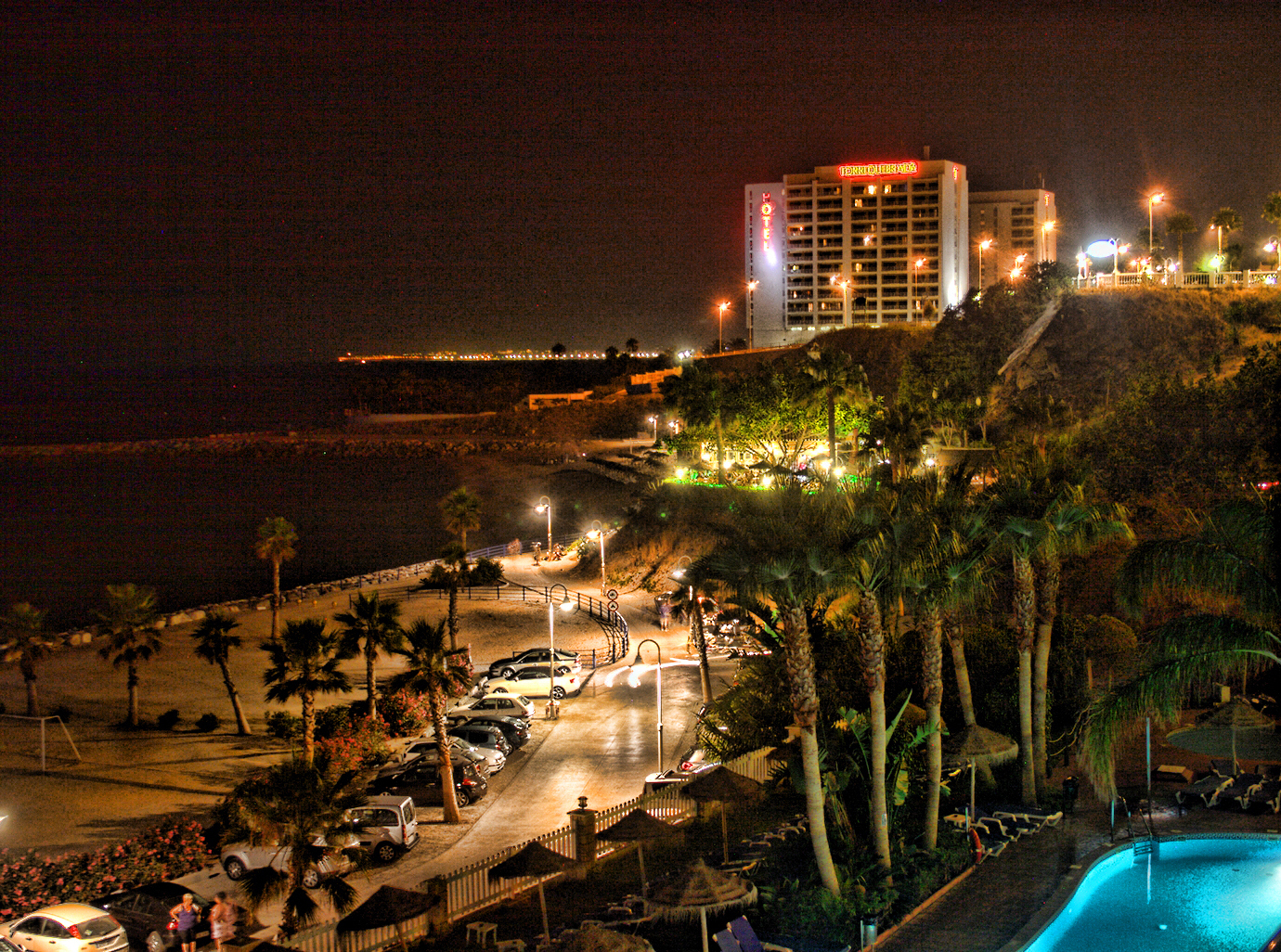
Vista nocturna del hotel.

El Casino Torrequebrada, conocido oficialmente como Casino Gran Madrid Torrequebrada, está situado en el interior del hotel. Es uno de los casinos más conocidos de España y el casino de referencia de toda la Costa del Sol. 

### Deporte
El hotel cuenta con zona de masajes, gimnasio, pistas de tenis, así como con varias piscinas. 